# Otello (Verdi)
Otello ist eine Oper in vier Akten des Komponisten Giuseppe Verdi mit einem Libretto von Arrigo Boito nach dem gleichnamigen Schauspiel Othello von William Shakespeare. Die Uraufführung fand am 5. Februar 1887 an der Mailänder Scala statt.

## Handlung

### Erster Akt
Ein Platz vor dem Schloss
Die Oper spielt Ende des 15. Jahrhunderts auf Zypern. Der in Diensten Venedigs stehende Feldherr Otello kehrt mit seinem Schiff bei einem gefährlichen Unwetter siegreich vom Türkenkrieg in seine Hafenstadt zurück. Otello (italienische Variante von Othello) wird als Mohr bezeichnet und stammt demnach aus einem fremden Kulturbereich; man darf ihn sich also als („muslimischen“) Mauren vorstellen, auch wenn er in vielen Inszenierungen ein Afrikaner dunkler Hautfarbe war. Jubelnd empfangen ihn seine Untergebenen und das Volk, mit Ausnahme von Jago. Jago ist dem Mohren nicht wohlgesinnt, da er sich durch Otello bei der Beförderung Cassios zum Hauptmann übergangen fühlt. Jago fasst einen Racheplan. Als erstes will er Cassio beseitigen. Bei einer Freudenfeier über die Rückkehr Otellos macht Jago Cassio betrunken. Dann versteht er es, Roderigo, der ebenso wie Cassio Otellos Frau Desdemona anbetet, auf Cassio zu hetzen. Cassio zieht den Degen, und, als der frühere Statthalter Montano den Streit schlichten will, verletzt er diesen mit dem Degen. Otello erscheint, und ihm wird der Vorfall mitgeteilt. Daraufhin degradiert er Cassio. Das Volk wird nach Hause geschickt. Otello ist mit seiner Desdemona allein, und beide versichern einander ihre Liebe.

### Zweiter Akt
Ein ebenerdiger Saal im Schloss
Scheinheilig rät Jago Cassio, er solle versuchen, bei Desdemona deren Fürbitte für ihn bei Otello zu erwirken. Nachdem Cassio gegangen ist, offenbart sich Jago in seinem Credo des Bösen. Genau im richtigen Augenblick erscheint Otello. Jago lenkt ganz unauffällig Otellos Aufmerksamkeit auf Cassio, der gerade mit Desdemona spricht. Als Desdemona dann Otello wegen der Begnadigung Cassios anspricht, weist er sie barsch zurück. Auf die Nachfrage Desdemonas nach dem Grund seiner Verstimmung redet Otello etwas von Kopfschmerzen. Desdemona will ihm ein Tuch um den Kopf binden, welches Otello aber zu Boden wirft. Emilia, die Kammerfrau Desdemonas und Gattin Jagos, hebt es auf, Jago allerdings nimmt es ihr weg und steckt es selbst ein. Verwirrt entfernen sich die Frauen. Sogleich versteht es Jago zu intrigieren. Er spricht Otello gegenüber davon, dass Cassio im Schlaf von Desdemona redet. Otellos Misstrauen ist geweckt. Er verlangt aber Beweise. Jago erzählt, dass er bei Cassio ein weißes Spitzentüchlein gesehen habe, welches Otello einst Desdemona schenkte. Da schwört Otello Rache. Jago stimmt mit ein.

### Dritter Akt
Der Hauptsaal des Schlosses
Jago und Otello verabreden sich im Hauptsaal des Schlosses. Da erscheint Desdemona. Otello heuchelt ihr Kopfschmerzen vor und fragt dabei unauffällig nach dem Taschentuch. Desdemona versichert ihm, dass sie es verloren habe. Als sie danach noch ahnungslos um Fürsprache für Cassio bittet, beschimpft er sie als Dirne und drängt sie hinaus. Jago meldet Cassios Nahen, und Otello versteckt sich. Geschickt verwickelt Jago Cassio in ein zweideutiges Gespräch, das den bei Otello erzeugten Verdacht erhärtet. Zugleich hat Jago insgeheim Cassio das Spitzentüchlein zugespielt, das Otello, rasend vor Wut, sodann in Cassios Händen sieht („Il fazzoletto! Il fazzoletto!“). Als Cassio gegangen ist, tritt Otello aus seinem Versteck hervor. Zuerst will er seine Frau vergiften, doch Jago rät ihm, sie im Bette zu erwürgen, dort wo sie gesündigt habe. Dann erscheint eine Delegation aus Venedig, die Otello aufträgt, sich sofort nach Venedig einzuschiffen. Cassio wird in der Zwischenzeit sein Stellvertreter. Der Name Cassio bringt Otello abermals in Wut. Und wieder tritt Desdemona hervor und setzt sich für Cassio ein. Otello schleudert Desdemona zu Boden, und als das Volk gegen den Rasenden protestieren will, jagt Otello dieses davon. Dann bricht er vor Erschöpfung zusammen. Jago triumphiert.

### Vierter Akt
Schlafgemach der Desdemona
Desdemona bereitet sich auf die Bettruhe vor. Sie entlässt Emilia, singt ein trauriges Lied („Canzone del salice“, das Lied von der Weide), betet und legt sich hin. Da erscheint Otello. Er löscht das Licht, küsst sie dreimal. Desdemona erwacht. Den Beteuerungen ihrer Treue und Liebe schenkt er keinen Glauben. Otello erwürgt sie. Emilia kommt in die Kammer gestürmt, sieht die sterbende Desdemona und schreit. Cassio, Ludovico und Jago eilen herbei. Durch Emilias Aussage und die von dem hinzukommenden Montano wiedergegebenen letzten Worte Roderigos, der im Kampf gegen Cassio doch unterlegen ist, wird plötzlich klar, dass Jago für alles verantwortlich ist. Jago flieht. Otello tritt zu der ermordeten Geliebten, und ehe es die Umstehenden verhindern können, stößt er sich einen Dolch ins Herz. Sterbend erinnert er sich an seine Liebe zu Desdemona.

## Instrumentation
Die Orchesterbesetzung der Oper umfasst die folgenden Instrumente:
- Holzbläser: drei Flöten (3. auch Piccolo), zwei Oboen, Englischhorn, zwei Klarinetten, Bassklarinette, vier Fagotte
- Blechbläser: vier Hörner, zwei Kornette, zwei Trompeten, drei Posaunen, Bassposaune
- Pauken, Schlagzeug: zwei große Trommeln, Becken, Tamtam
- Harfe
- Streicher
- Bühnenmusik auf der Szene: Mandoline, Gitarre (oder zwei Harfen), Sackpfeife (oder zwei Oboen)
- Bühnenmusik hinter der Szene: drei Althörner, zwei Pistons (oder Kornette), sechs Kornette, zwei Trompeten, drei Posaunen,  Orgel, Kanone

Der Musikverleger Giulio Ricordi veröffentlichte eine Disposizione Scenica mit detaillierten Angaben über die Charaktere, die Szene und die Bühnenhandlung. Die Bühnenmusik sah demnach die folgenden Instrumente vor:
- Erster Akt: zwei Trompeten, große Trommel für den Donner und den Kanonenschuss, Orgel für das Nachahmen von Donnergrollen, drei große Glocken für das Sturmläuten
- Zweiter Akt: Oboe, fünf oder sechs Mandolinen, fünf oder sechs Gitarren, Harmonium
- Dritter Akt: zwölf Trompeten, große Trommel für den Kanonenschuss

## Werkgeschichte
Otello gehört mit Falstaff zu Verdis Spätwerken.
Verdi war stets auf der Suche nach neuen Librettisten. Es fiel ihm Arrigo Boito auf, der Komponist und Librettist war. Verdi war offenbar bei der Uraufführung dessen Oper Mefistofele am 5. März 1868 an der Mailänder Scala anwesend. Er fand das Werk interessant, nur das Dirigat schlecht. Boitos einzige vollendete Oper Mefistofele fasst die beiden Teile von Goethes Faust zusammen. Bezeichnenderweise gibt es eine Beziehung zwischen Boitos Mefistofele-Text und seinem später für Verdi geschriebenen Otello. Mefistofele hat wie Jago in Otello ein Credo als großer Nein-Sager. Das Abgründige hat Boito angetrieben, auch in anderen Operntexten wie in seinem Libretto für Amilcare Ponchiellis La Gioconda oder in Otello. Die 1875 für Bologna überarbeitete Oper Mefistofele gilt als zentrales Werk der Phase zwischen Verdi und Puccini.
Am 19. November 1871 besuchte Boito mit seinem Freund, dem Mitschüler Franco Faccio (Komponist und Dirigent) in Bologna den Lohengrin, die erste Aufführung einer Wagner-Oper in Italien. Auf der Rückreise trafen sie um 3 Uhr nachts auf dem Bahnhof mit Verdi zusammen, der incognito ebenfalls von Busseto nach Bologna gereist war, um sich heimlich Wagners-Werk anzuhören. Sie unterhielten sich. Nach dieser Begegnung Verdis mit Boito und Faccio schrieb Verdi an seinen Verleger Ricordi, dass alles was er in Bologna erlebt habe, ihn anekle und er nicht „lohengriniert“ werden wolle. In der Partitur des Lohengrin, die Verdi nach Bologna mitnahm, stand jedoch das Gegenteil: „Die Musik ist schön!“
Bis zur Zusammenarbeit von Verdi und Boito sollte es noch einige Jahre dauern. Verdi war gerade mit der Komposition der Oper Aida beschäftigt, die am 24. Dezember 1871 in Kairo uraufgeführt wurde. Nach der Uraufführung der Aida (1871) schrieb Verdi keine Opern mehr. Möglicherweise setzten ihm die Kritiken der Aida zu, die seiner ruhmreichen Karriere am Ende seiner Laufbahn als Komponist schadeten. 1878 schrieb Verdi an die Gräfin Maffei: „Ich würde doch nur wieder zu hören bekommen, ich könne nicht schreiben und sei ein Nachläufer Wagners. Schöner Ruhm! Nach fast vierzig Jahren Musikerlaufbahn als Nachahmer zu enden.“ 1873 komponierte er zum Tode seines Freundes Alessandro Manzoni noch ein Requiem. Danach betrachtete Verdi sich zunächst als Rentner. Er erweiterte sein Landgut in Sant’Agata, errichtete die Casa di Riposo per Musicisti, ein Altersheim für ehemalige Musiker in Mailand, und wurde 1874 zum Senator des Königreichs Italien ernannt.
Arrigo Boito machte sich inzwischen als Schriftsteller und Komponist einen Namen. Er hatte mehrere Aufträge im Bereich Dichtkunst und Übersetzungen. 1876 übersetzte er Wagners Tristan und Isolde (italienische Erstaufführung 2. Juni 1888 in Bologna) und die Wesendonck-Lieder. Außerdem bewerkstelligte er die Übertragung des Freischütz von Carl Maria von Weber ins Italienische.
Danach kam es zu einer ersten Zusammenarbeit zwischen Verdi und Boito auf Drängen von Verdis Verleger Giulio Ricordi. Verdi stimmte zu, dass Boito das Libretto zu seiner Oper Simon Boccanegra von 1857 überarbeiten solle. Der Musikologe Roger Parker spekulierte später, dass diese Arbeit „die Möglichkeit war zu testen“, bevor man auf einem größeren Projekt wie Otello einstieg. 1880/81 arbeiteten beide an der Neufassung von Simon Boccanegra, die mit großem Erfolg im Jahr 1881 uraufgeführt wurde. Aber bereits im Sommer 1879 hatte Boito für Verdi das Textbuch zu Otello skizziert, dessen ersten Entwurf der Komponist am 18. November 1879 erhielt.
Im November 1879 schickte Giulio Ricordi eine Niederschrift von Arrigo Boitos Operntext Otello an Verdi, ohne dass Verdi sich dazu verpflichten musste, das Werk zu vertonen. Verdi war von dem Text hellauf begeistert. „Es ist von der ersten bis zur letzten Seite ein wirklich durchdachtes Operndrama.“ Spontan entschloss sich Verdi zu der Komposition, ohne indes einen Termin für die Fertigstellung zu nennen. Außerdem durfte nicht bekannt werden, dass er erneut an einer Oper arbeite. Im Jahre 1884 begann Verdi mit der Komposition. Arrigo Boito ging auf alle Änderungswünsche Verdis ein. Vom vierten Akt gab es vier Fassungen, ehe der Maestro völlig zufrieden war. Am 1. November 1886 war das Werk vollendet.
Am 5. Februar 1887 fand an der Mailänder Scala die Uraufführung von Otello unter der Leitung von Franco Faccio statt. Francesco Tamagno sang die Titelpartie des Otello, Romilda Pantaleoni die Desdemona und Victor Maurel den Jago. Die Aufführung war ein unbeschreiblicher Triumph.
Am 31. Januar 1888 fand die deutsche Erstaufführung des Otello – in deutscher Sprache – in Hamburg statt.
Am 4. Juli 1889 wurde der Otello mit großem Erfolg in London aufgeführt.

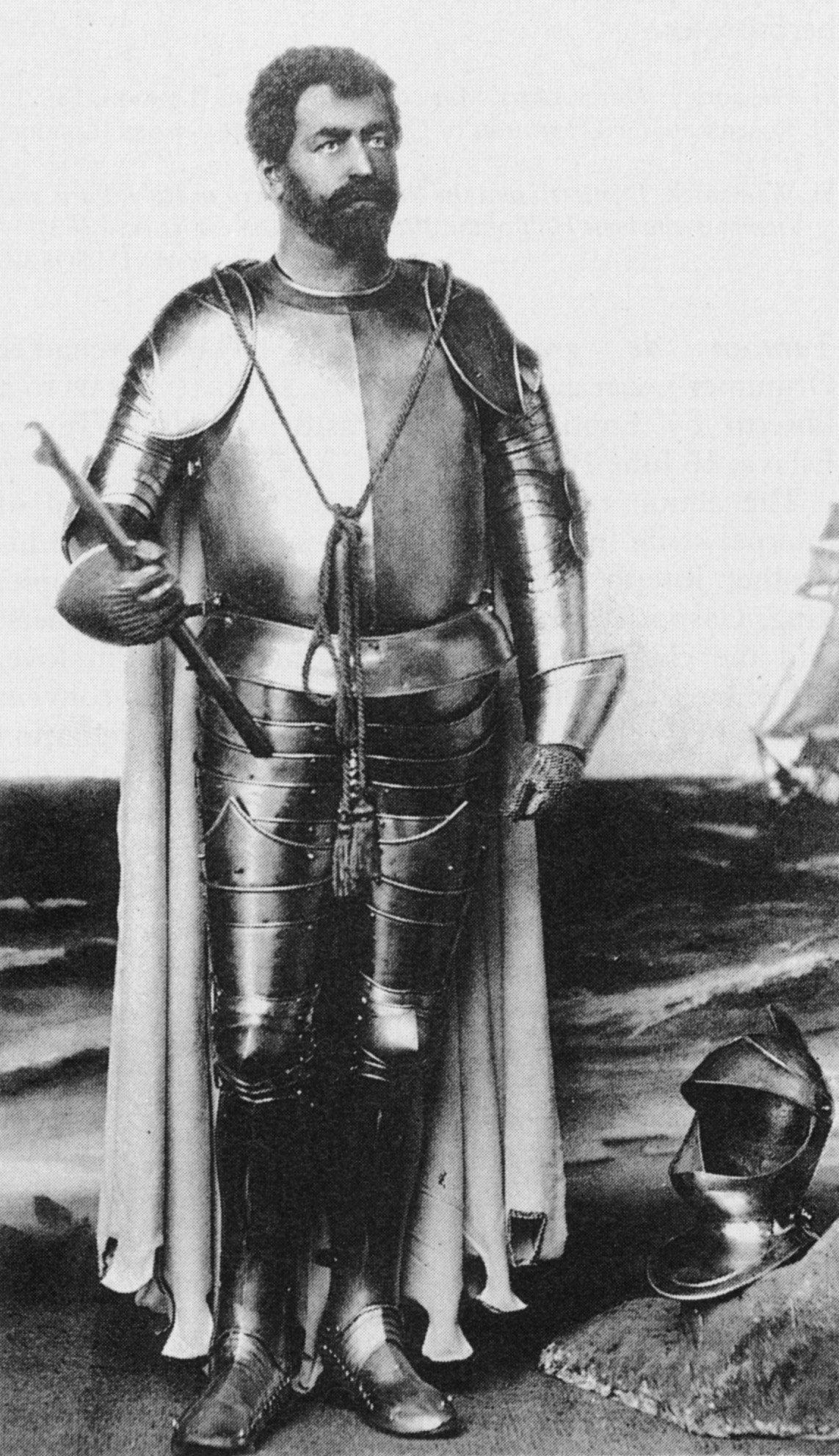
Francesco Tamagno als Otello bei der Uraufführung 1887

## Einspielungen (Auswahl)
- Chor und Orchester der NBC unter Arturo Toscanini mit Herva Nelli, Ramón Vinay und Giuseppe Valdengo, RCA 1947
- Chor und Orchester der Metropolitan Opera New York unter Fritz Busch mit Ramón Vinay, Licia Albanese und Leonard Warren, Preiser Records 1948
- Chor der Oper in Rom und Orchester der Oper in Rom unter Tullio Serafin, mit Jon Vickers, Leonie Rysanek und Tito Gobbi, RCA 1960
- Wiener Staatsopernchor und Wiener Philharmoniker unter Herbert von Karajan, mit Renata Tebaldi, Mario del Monaco und Aldo Protti, Decca 1960
- Chor und Orchester der Opéra Bastille unter Myung-Whun Chung mit Cheryl Studer, Plácido Domingo und Sergei Leiferkus, DGG 1993

## Verfilmungen
- Regie: Otto Schenk, musikalische Leitung: Argeo Quadri, Sänger: Sena Jurinac, Wolfgang Windgassen, Norman Mittelmann (1965, schwarz-weiß, auf Deutsch)[11]
- Regie: Walter Felsenstein, Georg Mielke; musikalische Leitung: Kurt Masur, Sänger: Hanns Nocker, Crista Noack, Vladimír Bauer; siehe Othello (1969)
- Inszenierung und musikalische Leitung: Herbert von Karajan, Sänger: Mirella Freni, Jon Vickers, Peter Glossop (1974)
- Regie: Franco Zeffirelli, musikalische Leitung: Lorin Maazel, Sänger: Katia Ricciarelli, Plácido Domingo, Justino Diaz (1986)